# Харковецька сільська рада (Старосинявський район)
Харкове́цька сільська́ ра́да — адміністративно-територіальна одиниця та орган місцевого самоврядування у Старосинявському районі Хмельницької області. Адміністративний центр — село Харківці.

## Загальні відомості
Харковецька сільська рада утворена в 1923 році.
- Територія ради: 27,6 км²
- Населення ради: 478 осіб (станом на 2001 рік)
- Територією ради протікає річка Грабарка

## Населені пункти
Сільській раді підпорядковані населені пункти:
- с. Харківці

## Склад ради
Рада складається з 12 депутатів та голови.
- Голова ради: Тимощук Анатолій Анатолійович
- Секретар ради: Гес Наталія В'ячеславівна

### Керівний склад попередніх скликань
| Прізвище, ім'я, по батькові   | Основні відомості                                                             | Дата обрання | Дата звільнення |
| ----------------------------- | ----------------------------------------------------------------------------- | ------------ | --------------- |
| Мушкет Сергій Степанович      | Сільський голова, 1968 року народження                                        | 26.03.2006   | 31.10.2010      |
| Тимощук Анатолій Анатолійович | Сільський голова, 1973 року народження, освіта середня загальна, безпартійний | 31.10.2010   |                 |

Примітка: таблиця складена за даними сайту Верховної Ради України

### Депутати
За результатами місцевих виборів 2010 року депутатами ради стали:

#### За суб'єктами висування
| Суб'єкт висування                 | Кількість обраних депутатів | %    |
| --------------------------------- | --------------------------- | ---- |
| Політична партія «Сильна Україна» | 5                           | 41,7 |
| Партія регіонів                   | 4                           | 33,3 |
| Самовисування                     | 2                           | 16,7 |
| Народна партія                    | 1                           | 8,3  |

#### За округами
| № округу                          | Прізвище, ім'я, по батькові    | Дата визнання обраним | Освіта             | Партійна приналежність | Відомості про обраного депутата                    |
| --------------------------------- | ------------------------------ | --------------------- | ------------------ | ---------------------- | -------------------------------------------------- |
| Народна Партія                    |                                |                       |                    |                        |                                                    |
| 7                                 | Креденс Людмила Антонівна      | 04.11.2010            | середня спеціальна | член Народної партії   | пенсіонер                                          |
| Партія регіонів                   |                                |                       |                    |                        |                                                    |
| 2                                 | Гес Наталія В'ячеславівна      | 04.11.2010            | середня спеціальна | позапартійна           | Харковецька сільська рада, секретар сільської ради |
| 3                                 | Горбанчук Володимир Степанович | 04.11.2010            | середня            | позапартійний          | ДГДП «Пасічна», водій                              |
| 4                                 | Загороднюк Віра Степанівна     | 04.11.2010            | середня            | позапартійна           | тимчасово не працює                                |
| 8                                 | Лахман Людмила Сергіївна       | 04.11.2010            | середня спеціальна | позапартійна           | Харковецька сільська рада, бухгалтер               |
| Політична партія «Сильна Україна» |                                |                       |                    |                        |                                                    |
| 5                                 | Горбанчук Олег Степанович      | 04.11.2010            | середня            | позапартійний          | тимчасово не працює                                |
| 6                                 | Кирилюк Сергій В'ячеславович   | 04.11.2010            | середня            | позапартійний          | тимчасово не працює                                |
| 10                                | Ладижець Станіслав Дмитрович   | 04.11.2010            | середня            | позапартійний          | тимчасово не працює                                |
| 11                                | Самолюк Олександр Андрійович   | 04.11.2010            | середня            | позапартійний          | тимчасово не працює                                |
| 12                                | Ямковий Володимир Гнатович     | 04.11.2010            | середня            | позапартійний          | тимчасово не працює                                |
| Самовисування                     |                                |                       |                    |                        |                                                    |
| 1                                 | Баніт Надія Леонідівна         | 04.11.2010            | вища               | позапартійна           | тимчасово не працює                                |
| 9                                 | Ладижець Олег Григорович       | 04.11.2010            | середня            | позапартійний          | тимчасово не працює                                |